# Limnophila (Dendrolimnophila) shikokuensis
Limnophila (Dendrolimnophila) shikokuensis is een tweevleugelige uit de familie steltmuggen (Limoniidae). De soort komt voor in het Palearctisch gebied.